# 호박돔

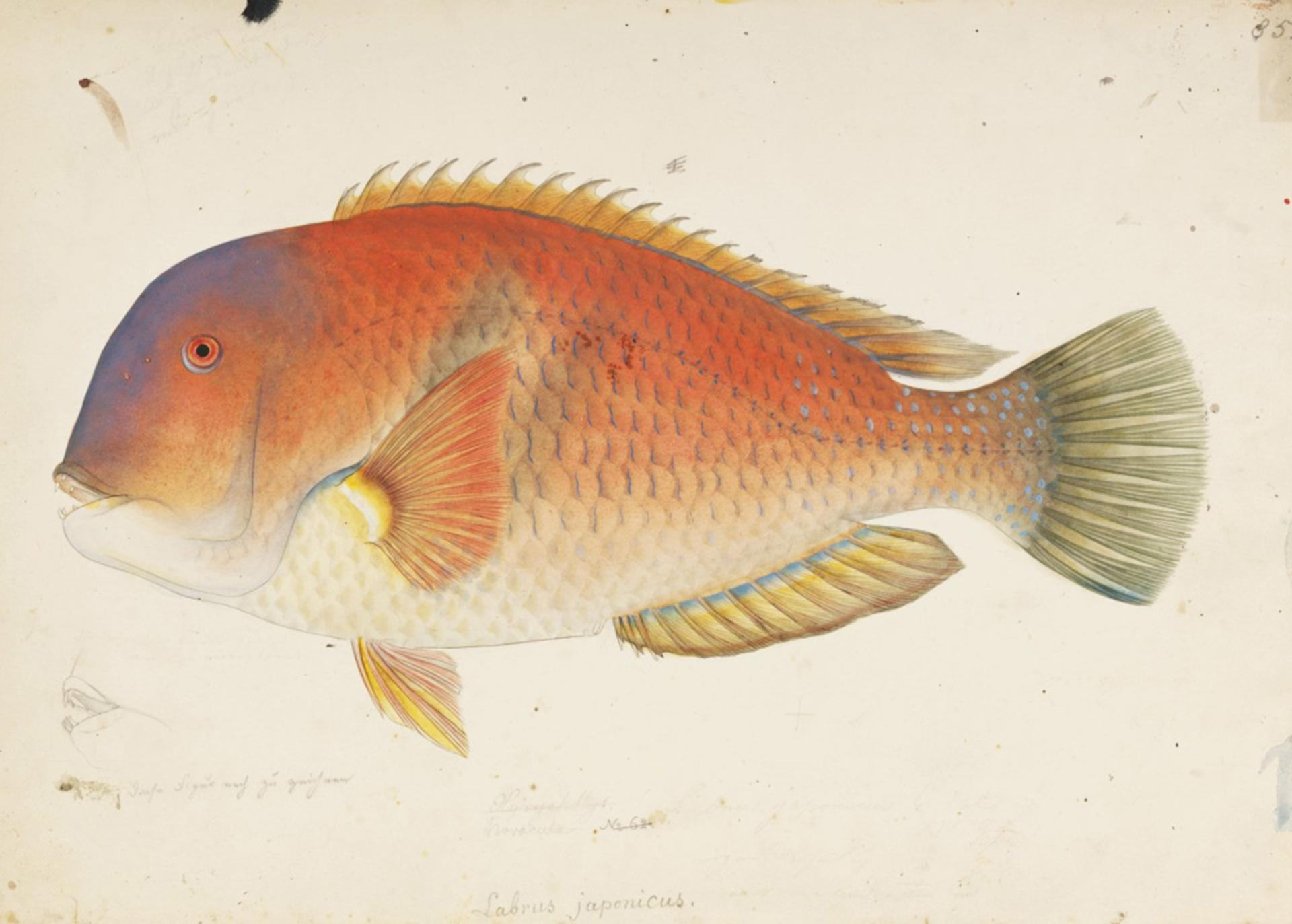

호박돔은 놀래기과의 물고기이다. 8~50m 깊이의 암석 기질이 있는 지역에서 찾아볼 수 있다. 호박돔의 몸길이는 40cm이다. 남획과 서식지 파괴로 위협받고 있다.